# Lijst van voetbalinterlands Mexico - Sovjet-Unie
Deze lijst van voetbalinterlands is een overzicht van alle officiële voetbalwedstrijden tussen de nationale teams van Mexico en de Sovjet-Unie. De landen speelden tien keer tegen elkaar. De eerste ontmoeting, een vriendschappelijke wedstrijd, werd gespeeld in Leningrad op 28 mei 1967. Het laatste duel, eveneens een vriendschappelijke wedstrijd, vond plaats op 19 februari 1986 in Mexico-Stad.

## Wedstrijden
| №  | Plaats      | Datum            | Competitie        | Wedstrijd            | Uitslag |
| -- | ----------- | ---------------- | ----------------- | -------------------- | ------- |
| 1  | Leningrad   | 28 mei 1967      | Vriendschappelijk | Sovjet-Unie – Mexico | 2 – 0   |
| 2  | Mexico-Stad | 3 maart 1968     | Vriendschappelijk | Mexico – Sovjet-Unie | 0 – 0   |
| 3  | León        | 7 maart 1968     | Vriendschappelijk | Mexico – Sovjet-Unie | 1 – 1   |
| 4  | Mexico-Stad | 10 maart 1968    | Vriendschappelijk | Mexico – Sovjet-Unie | 0 – 0   |
| 5  | Mexico-Stad | 26 februari 1970 | Vriendschappelijk | Mexico – Sovjet-Unie | 0 – 0   |
| 6  | Mexico-Stad | 31 mei 1970      | WK 1970           | Mexico – Sovjet-Unie | 0 – 0   |
| 7  | Guadalajara | 17 februari 1971 | Vriendschappelijk | Mexico – Sovjet-Unie | 0 – 0   |
| 8  | Mexico-Stad | 19 februari 1971 | Vriendschappelijk | Mexico – Sovjet-Unie | 0 – 0   |
| 9  | Leningrad   | 19 augustus 1984 | Vriendschappelijk | Sovjet-Unie – Mexico | 3 – 0   |
| 10 | Mexico-Stad | 19 februari 1986 | Vriendschappelijk | Mexico – Sovjet-Unie | 1 – 0   |

## Samenvatting
| Competitie        | Totaal gespeeld | Winst Mexico | Gelijk | Winst Sovjet-Unie | Doelsaldo Mexico – Sovjet-Unie |
| ----------------- | --------------- | ------------ | ------ | ----------------- | ------------------------------ |
| WK-eindronde      | 1               | 0            | 1      | 0                 | 0 − 0                          |
| Vriendschappelijk | 9               | 1            | 6      | 2                 | 2 − 6                          |
| Totaal            | 10              | 1            | 7      | 2                 | 2 − 6                          |

## Details

### Tweede ontmoeting
| Vriendschappelijk (Mexico-Stad, Mexico, 3 maart 1968): |              | |
| Mexico | 0 – 0        | Sovjet-Unie |
| | goals        | |
| Ignacio Trelles | bondscoach   | Mikhail Yakushin |
| Ignacio Calderón Gabriel Nuñez Héctor Sanabria Juan Manuel Alejandrez 79' Mario Pérez Guadarrama Fernando Bustos Isidoro Díaz Luis Regueiro Aarón Padilla 70' Enrique Borja Vicente Pereda | opstellingen | Yuriy Pshenichnikov Valentin Afonin Albert Sjesternjov Volodymyr Kaplytsjnyj Joerij Istomyn Viktor Anitsjkin Jozjef Sabo Igor Tsjislenko 75' Kachi Asatiani Aleksej Jeskov Edoeard Malafejew |
| Bernardo Hernández 70' Jesús Flores 79' | wissels      | 75' Nikolay Smolnikov |
| - Debuut van Volodymyr Kaplytsjnyj (CSKA Moskou), Nikolay Smolnikov (Neftchi Bakoe) en Kachi Asatiani (Dinamo Tbilisi) voor de Sovjet-Unie.                                                |              | |

### Vierde ontmoeting
| Vriendschappelijk (Mexico-Stad, Mexico, 10 maart 1968): |       |             |
| Mexico                                                  | 0 – 0 | Sovjet-Unie |
|                                                         | goals |             |

### Vijfde ontmoeting
| Vriendschappelijk (Mexico-Stad, Mexico, 26 februari 1970): |       |             |
| Mexico                                                     | 0 – 0 | Sovjet-Unie |
|                                                            | goals |             |

### Zevende ontmoeting
| Vriendschappelijk (Guadalajara, Mexico, 17 februari 1971): |       |             |
| Mexico                                                     | 0 – 0 | Sovjet-Unie |
|                                                            | goals |             |

### Achtste ontmoeting
| Vriendschappelijk (Mexico-Stad, Mexico, 19 februari 1971): |       |             |
| Mexico                                                     | 0 – 0 | Sovjet-Unie |
|                                                            | goals |             |

### Tiende ontmoeting
| Vriendschappelijk (Mexico-Stad, Mexico, 19 februari 1986):                                                                                                 |              | |
| Mexico | 1 – 0        | Sovjet-Unie |
| Javier Aguirre 38' | goals        | |
| Bora Milutinović | bondscoach   | Edoeard Malofejev |
| Pablo Larios Mario Trejo Barbosa Cruz Armando Manso Raul Servín Carlos Eduardo Muñoz Miguel España Manuel Negrete Javier Aguirre Tomás Boy Luis Flores 62' | opstellingen | Rinat Dasajev Vladimir Bessonov Sergei Baltacha Anatoli Demjanenko 75' Aleksandr Boebnov 55' Nikolay Larionov 46' Gennadiy Morozov 65' Andrej Zygmantovitsj Sergey Dmitriyev Oleh Blochin Aleksandr Zavarov |
| Cristobal Ortega 62' | wissels      | 46' Oleh Koeznetsov 55' Syarhey Aleynikaw 65' Fjodor Tsjerenkov 75' Georgiy Kondratyev |
| Manuel Negrete ??' Javier Aguirre ??' | gele kaarten | ??' Gennadiy Morozov |

FMF · A-internationals · Selecties · Bondscoaches · Statistieken · Mexicaans vrouwenelftal · Olympisch elftal · Mexico U21 · Mexico U20 · Mexico U19 · Mexico U18 · Mexico U17
1920 – 1949 ·
1950 – 1969 ·
1970 – 1979 ·
1980 – 1989 ·
1990 – 1999 ·
2000 – 2009 ·
2010 – 2019 ·
2020 – 2029
Copa América 1993 ·
Copa América 1995 ·
Copa América 1997 ·
Copa América 1999 ·
Copa América 2001 ·
Copa América 2004 ·
Copa América 2007 ·
Copa América 2011 ·
Copa América 2015 · 
Copa América 2016
WK 1930 ·
WK 1950 ·
WK 1954 ·
WK 1958 ·
WK 1962 ·
WK 1966 ·
WK 1970 ·
WK 1978 ·
WK 1986 ·
WK 1994 ·
WK 1998 ·
WK 2002 ·
WK 2006 ·
WK 2010 ·
WK 2014 · 
WK 2018
OS 1928 ·
OS 1948 ·
OS 1964 ·
OS 1968 ·
OS 1972 ·
OS 1976 ·
OS 1992 ·
OS 1996 ·
OS 2004 ·
OS 2012 ·
OS 2016 ·
OS 2020
1923 ·
1924–1927 ·
1928 ·
1929 ·
1930 ·
1931–1933 ·
1934 ·
1935 ·
1936 ·
1937 ·
1938 ·
1939–1946 ·
1947 ·
1948 ·
1949 ·
1950 ·
1951 ·
1952 ·
1953 ·
1954 ·
1955 ·
1956 ·
1957 ·
1958 ·
1959 ·
1960 ·
1961 ·
1962 ·
1963 ·
1964 ·
1965 ·
1966 ·
1967 ·
1968 ·
1969 ·
1970 · 
1971 · 
1972 · 
1973 · 
1974 · 
1975 · 
1976 · 
1977 · 
1978 · 
1979 · 
1980 · 
1981 · 
1982 · 
1983 · 
1984 · 
1985 · 
1986 · 
1987 · 
1988 · 
1989 · 
1990 · 
1991 · 
1992 · 
1993 · 
1994 · 
1995 · 
1996 · 
1997 · 
1998 · 
1999 · 
2000 · 
2001 · 
2002 · 
2003 · 
2004 · 
2005 · 
2006 · 
2007 · 
2008 · 
2009 · 
2010 · 
2011 · 
2012 · 
2013 · 
2014 · 
2015 · 
2016 ·
2017 ·
2018 ·
2019 ·
2020 ·
2021 ·
2022 ·
2023
Albanië ·
Algerije ·
Angola ·
Argentinië ·
Australië ·
België ·
Belize ·
Bermuda ·
Bolivia ·
Bosnië en Herzegovina ·
Brazilië ·
Bulgarije ·
Canada ·
Chili ·
China ·
Colombia ·
Congo-Kinshasa ·
Costa Rica ·
Cuba ·
Curaçao ·
DDR ·
Denemarken ·
Dominica ·
Duitsland ·
Ecuador ·
Egypte ·
El Salvador ·
Engeland ·
Estland ·
Fiji ·
Finland ·
Frankrijk ·
Gambia ·
Ghana ·
Griekenland ·
Guatemala ·
Guyana ·
Haïti ·
Honduras ·
Hongarije ·
Ierland ·
IJsland ·
Irak ·
Iran ·
Israël ·
Italië ·
Ivoorkust ·
Jamaica ·
Japan ·
Joegoslavië ·
Kameroen ·
Kroatië ·
Liberia ·
Luxemburg ·
Marokko ·
Martinique ·
Nederland ·
Nederlandse Antillen ·
Nicaragua ·
Nieuw-Zeeland ·
Nigeria ·
Noord-Ierland ·
Noord-Korea ·
Noorwegen ·
Oekraïne ·
Oezbekistan ·
Panama ·
Paraguay ·
Peru ·
Polen ·
Portugal ·
Qatar ·
Roemenië ·
Rusland ·
Saint Kitts en Nevis ·
Saint Vincent en de Grenadines ·
Saoedi-Arabië ·
Schotland ·
Senegal ·
Servië ·
Slovenië ·
Slowakije ·
Sovjet-Unie ·
Spanje ·
Suriname ·
Trinidad en Tobago ·
Tsjechië ·
Tsjecho-Slowakije ·
Tunesië ·
Uruguay ·
Venezuela ·
Verenigde Staten ·
Wales ·
Wit-Rusland ·
Zuid-Afrika ·
Zuid-Korea ·
Zweden ·
Zwitserland
Angola (2006) ·
Argentinië (2006) ·
Brazilië (1999) ·
Brazilië (2014) ·
Brazilië (2018) ·
Duitsland (2018) ·
Frankrijk (2010) ·
Iran (2006) ·
Kameroen (2014) ·
Kroatië (2014) ·
Nederland (2014) ·
Portugal (2006) ·
Uruguay (2010) ·
Zuid-Afrika (2010) ·
Zuid-Korea (2018) ·
Zweden (2018)
FFUSSR · A-internationals · Bondscoaches · Vrouwenelftal van de Sovjet-Unie · Sovjet-Unie U18 · Sovjet-Unie U16
1920 – 1929 · 
1950 – 1959 · 
1960 – 1969 · 
1970 – 1979 · 
1980 – 1989 · 
1990 – 1992
EK 1960 · 
EK 1964 · 
EK 1968 · 
EK 1972 · 
EK 1976 · 
EK 1980 · 
EK 1984 · 
EK 1988 · 
EK 1992** 
WK 1958 · 
WK 1962 · 
WK 1966 · 
WK 1970 · 
WK 1974 · 
WK 1978 · 
WK 1982 · 
WK 1986 · 
WK 1990
OS 1952 ·
OS 1956 ·
OS 1960 · 
OS 1964 · 
OS 1968 · 
OS 1972 ·
OS 1976 ·
OS 1980 ·
OS 1984 · 
OS 1988
1923 · 
1924 · 
1925 · 
1926–1951 · 
1952 · 
1953 · 
1954 · 
1955 · 
1956 · 
1957 · 
1958 · 
1959 · 
1960 · 
1961 · 
1962 · 
1963 · 
1964 · 
1965 · 
1966 · 
1967 · 
1968 · 
1969 · 
1970 · 
1971 · 
1972 · 
1973 · 
1974 · 
1975 · 
1976 · 
1977 · 
1978 · 
1979 · 
1980 · 
1981 · 
1982 · 
1983 · 
1984 · 
1985 · 
1986 · 
1987 · 
1988 · 
1989 · 
1990 · 
1991 · 
1992** 
Algerije ·
Argentinië ·
België ·
Brazilië ·
Bulgarije ·
Canada ·
Chili ·
China ·
Colombia ·
Costa Rica ·
Cyprus ·
DDR ·
Denemarken ·
Duitsland ·
El Salvador ·
Engeland ·
Finland ·
Frankrijk ·
Griekenland ·
Guatemala ·
Hongarije ·
Ierland ·
IJsland ·
India ·
Iran ·
Israël ·
Italië ·
Japan ·
Joegoslavië ·
Kameroen ·
Koeweit ·
Luxemburg ·
Marokko ·
Mexico ·
Nederland ·
Nieuw-Zeeland ·
Noord-Ierland ·
Noord-Korea ·
Noorwegen ·
Oostenrijk ·
Peru ·
Polen ·
Portugal ·
Roemenië ·
Schotland ·
Spanje ·
Syrië ·
Tsjecho-Slowakije ·
Tunesië ·
Turkije ·
Uruguay ·
Verenigde Staten ·
Wales ·
Zweden ·
Zwitserland
België (1982) ·
Duitsland (1972) ·
Joegoslavië (1960) ·
Nederland (1988) ·
Polen (1982) ·
Spanje (1964)
** = Onder de naam Gemenebest van Onafhankelijke Staten